# Вільям Джордж Армстронг

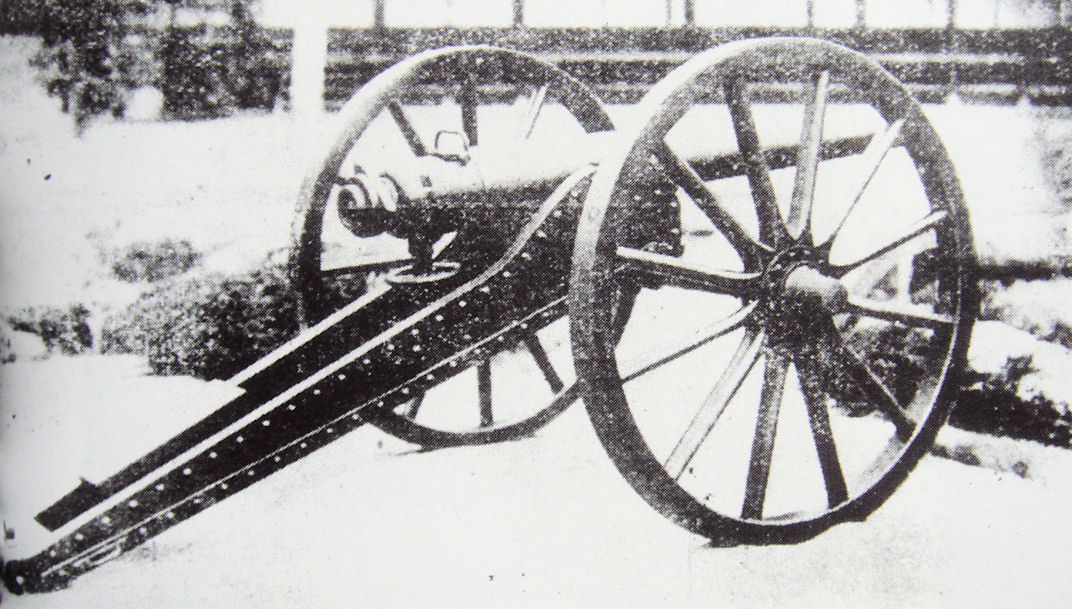
Гармата Армстронга (Японія, 1868)

Вільям Джордж Армстронг (англ. William George Armstrong; 26 листопада 1810, Ньюкасл-на-Тайні — 27 грудня 1900, Нортумберленд) — британський інженер, конструктор гармат, промисловець, барон.

## Життєпис
Народився в Ньюкаслі-на-Тайні в сім'ї торговця зерном Вільяма Армстронга. Згодом, у 1850 році, його батько став мером Ньюкасла. Навчався в граматичних школах. Після закінчення школи вивчав протягом 5 років право у Лондоні, а потім повернувся в Ньюкасл.
З 1835 року працював у юридичній фірмі Донкін, незабаром ставши партнером. Одружився з Маргарет Рамшоу.
Пропрацював юристом 11 років, але цікавився технікою, внаслідок чого вирішив зайнятися виробництвом.
У 1845 році заснував фабрику, що виробляла гідравлічні крани та інші гідравлічні пристрої.
У 1854 році, з початком Кримської війни, дізнався про проблеми з артилерією в британській армії та почав розробку нового типу гармати. Гармата Армстронга була першою, що заряджалася з казенної частини. До Армстронга гармати відливалися тільки цілком з чавуну або бронзи. Армстронг виробив систему складання гармати з декількох циліндричних частин. Була виготовлена пробна партія з 6 гармат, і урядова комісія дала схвальний відгук, але через закінчення війни справа не отримала подальшого ходу. Тільки в 1858 році, коли побоювалися розриву з Францією, британський уряд знову звернувся до Армстронга, і в 1859 році його гармати були прийняті на озброєння армії і флоту. Армстронг став артилерійським інженером військового міністерства і налагодив виробництво своїх гармат у Вулічському арсеналі. Тоді ж був заснований приватний завод в Елсвіку, біля Ньюкасла, який виробляв гармати Армстронга.
Впровадження нових гармат, однак, наштовхнулося на сильний опір. Гарматам Армстронга закидали недостатню зручність, малу надійність, дорожнечу, складності у використанні. Тож у 1863 році було призначено нову комісію для детального випробування гармат Армстронга і порівняння їх з гарматами Вітворта, що заряджались з дула. У підсумку уряд припинив замовляти гармати Армстронга, повернувшись до гармат, що заряджалися з дула.
У 1864 році Армстронг пішов з державної служби й зайнявся розвитком виробництва на своєму підприємстві. У 1867 році домовився з суднобудівником Чарлзом Мітчеллом про співпрацю: вона полягала в тому, що Мітчелл будував судна, а Армстронг виготовляв для них артилерію. У 1868 році випробував свої морські гармати великого калібру разом з круппівськими — тільки використання призматичного пороху в останніх дало їм перевагу.
У 1876 році побудував першу важку 100-тонну гармату калібром 45 см.
У 1878 році побудував першу гідроелектростанцію.
У 1897 році компанія Армстронга злилася з фірмою його давнього конкурента Вітворта, утворивши компанію Armstrong Whitworth.
Помер 1900 року.